# Johan Nicolaas Abo
Johan Nicolaas Abo (ur. 1646 w Aarhus, zm. 1707) – kupiec i giełdowy udziałowiec w Amsterdamie. Od 1671 obywatel tego miasta. Od 1683 do śmierci pełnił tam funkcje duńskiego konsula.